# Romy Schurhammer
Romy Schurhammer (* 1936 in Durlach; † 5. September 2019) war eine deutsche Journalistin und Autorin.

## Leben
Die Tochter eines Weinhändlers arbeitete während ihrer Lehre als Nachwuchsjournalistin für die Badischen Neueste Nachrichten (BNN).
Sie wurde bekannt, als sie 1956 mit 19 Jahren alleine in einem Ford Taunus 12M Kombi durch Afrika bis nach Kapstadt reiste und ihre Reiseberichte an die heimische Zeitung schickte. Ihre Erlebnisse schrieb sie 1958 in ihrem Buch Romy fährt nach Afrika nieder. 1959 folgte eine Reise in einem VW-Bus bis nach Laos, die sie in dem Buch Guten Tag Pazifik zusammenfasste.
Sie heiratete den renommierten Fotojournalisten Hilmar Pabel und veröffentlichte mit ihm unter dem Namen Romy Pabel zahlreiche Reportagen in Magazinen wie Stern, Bunte und GEO sowie zwei großformatige Foto-Bände. Aus der Ehe gingen zwei Töchter hervor.
Dann erforschte sie drei Jahre lang das Leben ihrer aus dem Glottertal stammenden Vorfahren und der ausgewanderten Nachkommen. Die Ergebnisse ließ sie in die belletristische Darstellung Die Wildlinge (2001) einfließen, welche sie wieder unter ihrem Geburtsnamen veröffentlichte.
.

## Werke
- Romy fährt nach Afrika. Ein Mädchen, ein Auto und 20 000 Kilometer. Bertelsmann Verlag, 1958.
- Guten Tag, Pazifik! Romy fährt nach Ostasien. Sigbert Mohn Verlag, 1960.
- Denis Warner, Hilmar Pabel und Romy Schurhammer (Fotos): Der rote Drache wächst. China und seine Nachbarn. Mit vorwiegend unveröffent. Fotos v. Romy Schurhammer und Hilmar Pabel. 1961.
- Hilmar & Romy Pabel: Auf Marco Polos Spuren: Expedition Seidenstraße. München 1986.
- Hilmar & Romy Pabel: Abenteuer Kanada. München 1987.
- Die Wildlinge. Das abenteuerliche Leben einer Familie aus dem Schwarzwald … Im Glottertal, im Reich des Zaren und im Indianerland am Mississippi. Buchendorfer, 2001, ISBN 3-934036-68-6.